# Куйбышево (Ялта)
Ку́йбышево (ранее Иса́р; укр. Куйбишеве, крымскотат. İsar, Исар) — посёлок на южном берегу Крыма. Входит в городской округ Ялта Республики Крым (согласно административно-территориальному делению Украины — Ялтинский горсовет Автономной Республики Крым, в состав Ливадийского поссовета), площадь села 213,5 гектара.

## Население
| 2001 | 2014 | 2016 |
| ---- | ---- | ---- |
| 62   | ↗67  | →67  |

## Современное состояние
На 2020 год в Куйбышево числится 2 улицы: Бахчисарайское шоссе и Иссарское шоссе; на 2009 год, по данным поссовета, посёлок занимал площадь 213,5 гектара на которой проживало 62 человек.
Основное предприятие посёлка — детский оздоровительный лагерь им. Г. С. Титова «Иссары».
Расположен в 5 км на запад от Ялты, в ущелье реки Учан-Су, высота центра селения над уровнем моря 232 м.

## История

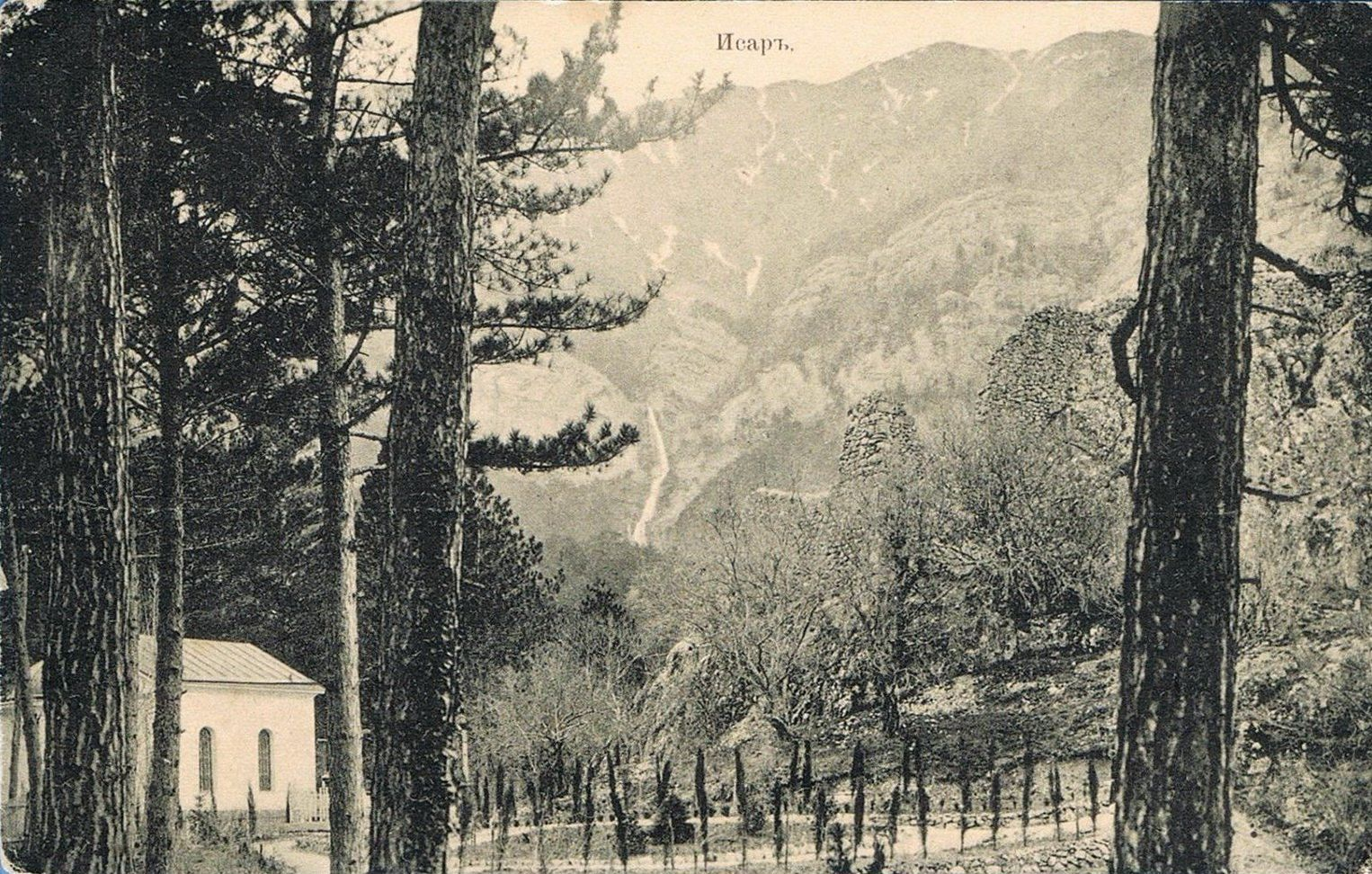
Дача Дмитриевой, около 1915 года.

В 1875 году, переехавший в Крым для лечения заболевания лёгких ялтинский врач Владимир Николаевич Дмитриев, приобретает рядом с исаром Учан-Су участок земли и строит на нём дачу, названную им «Глебовка». На даче сооружаются четыре дома: один занимала семья доктора, три других предназначались для друзей и пациентов. В усадьбе были посажены виноградник, фруктовый сад, огород, выкопаны три небольших пруда. Уже после смерти Дмитриева, рядом с усадьбой поселились Е. З. Плещеева, А. П. Вырубов, К. С. Мережковский и другие. В путеводителе Григория Москвича 1911 года упомянута дача Дмитриевой.
Как населённый пункт впервые встречается в Списке населённых пунктов Крымской АССР по Всесоюзной переписи 17 декабря 1926 года, согласно которому в селе Исар, Ай-Васильского сельсовета Ялтинского района, числилось 15 дворов, из них 14 крестьянских, население составляло 81 человек, из них 50 крымских татар, 22 грека и 9 русских. По данным переписи 1989 года в селе проживало 65 человек.
В 1944 году, после освобождения Крыма от фашистов, согласно постановлению ГКО № 5859 от 11 мая 1944 года, 18 мая крымские татары были депортированы в Среднюю Азию. 12 августа 1944 года было принято постановление № ГОКО-6372с «О переселении колхозников в районы Крыма», по которому из Ростовской области РСФСР в район переселялись 3000 семей колхозников, а в начале 1950-х годов последовала вторая волна переселенцев из различных областей Украины. С 25 июня 1946 года селение в составе Крымской области РСФСР, а 26 апреля 1954 года Крымская область была передана из состава РСФСР в состав УССР. Время присвоения посёлку современного названия пока не установлено: на 15 июня 1960 года Куйбышево уже числилось в составе Чеховского поссовета, как и на 1 января 1968 года. К 1974 году Чехово вместе с поссоветом включили в состав Ялты и Куйбышево передали в Ливадийский поссовет. С 12 февраля 1991 года селение в составе восстановленной Крымской АССР, 26 февраля 1992 года переименованной в Автономную Республику Крым. С 21 марта 2014 года в составе Крыма аннексировано Россией, с 5 июня 2014 года — в Городском округе Ялта.
12 мая 2016 года парламент Украины, не признающий аннексию Крыма Российской Федерацией, принял постановление о переименовании села в Исар (укр. Ісар), в соответствии с законами о декоммунизации, однако данное решение не вступает в силу до «возвращения Крыма под общую юрисдикцию Украины».